# Nelson Wesley Trout
Nelson Wesley Trout (* 29. September 1920 in Columbus (Ohio), Vereinigte Staaten; † 20. September 1996 in Inglewood (Kalifornien), Vereinigte Staaten) war der erste afroamerikanische Bischof innerhalb der Evangelisch-Lutherischen Kirche in Amerika. 
Trout war in seiner gesamten Kirche als bewegender und kraftvoller Prediger bekannt. Er hatte zunächst Pfarrstellen in Alabama (wo er ein Freund und Kollege des Martin Luther King wurde), Kalifornien und Wisconsin inne; außerdem arbeitete er als ausführender Direktor des Lutherischen Sozialservice in Dayton (Ohio). In zwei Fällen diente er der Amerikanischen Lutherischen Kirche (American Lutheran Church, ALC) auf Direktorenposten: Als Beigeordneter Jugenddirektor (1962–1967) und als Direktor für Städtische Evangelisation (1968–70). 1983 wurde Trout zum Bischof des Südpazifischen Distrikts der ALC gewählt. Diese Position hatte er bis 1987 inne. Zum Zeitpunkt seiner Wahl war er Professor und Direktor für Minderheitenstudien am Lutherischen Dreifaltigkeitsseminar in Columbus, Ohio. Er starb 1996 kurz vor seinem 76. Geburtstag. Die Evangelisch-Lutherische Kirche in Amerika erinnert mit einem Gedenktag in ihrem Heiligenkalender am 20. September an ihn.